# کارنیولای بالا
کارنیولای بالا (اسلوونیایی: Gorenjska ایتالیایی: Alta Carniola; آلمانی: Oberkrain) یک منطقه سنتی در اسلوونی است که بخش شمالی کوهستانی منطقه بزرگتر کارنیولا را تشکیل می‌دهد. بزرگ‌ترین شهر در این منطقه کرانی است، و دیگر مراکز شهری شامل کامنی، یسنیتسه، دومژاله و شکوفیا لوکا هستند. این منطقه حدود ۳۰۰٬۰۰۰ نفر جمعیت دارد که ۱۴٪ جمعیت اسلوونی را شامل می‌شود.